# Городецьке (Казахстан)
Городе́цьке (каз. Городецкое) — село у складі району Шал-акина Північноказахстанської області Казахстану. Адміністративний центр Городецького сільського округу.
Населення — 387 осіб (2021; 585 у 2009, 863 у 1999, 1204 у 1989).
Національний склад станом на 1989 рік:
- росіяни — 68 %.